# Luciano Batinić
Luciano Batinić (Split, 16. svibnja 1977.), doktor stomatologije, hrvatski operni pjevač - bas. 

## Životopis
Na svojem je debutu 2. ožujka 2002. godine u ulozi Pimena u Borisu Godunovu osvojio lijepim glasom, muzikalnošću, osjećajem za frazu i za potpunog početnika nevjerojatno uspjelim scenskim nastupom. Položio je audiciju za studijsko usavršavanje pri Scali (2003.) godine.